# Bohumil Kučerka
Bohumil Kučerka, někdy uváděný jako Bohuš Kučerka, (* 8. března 1949) je slovenský fotbalový činovník (funkcionář) a bývalý prvoligový záložník. Žije v Nitře.
Byl mj. organizačním pracovníkem v klubu TJ Koniarovce, kde působil společně s bývalým spoluhráčem Rastislavem Vincúrem (předseda oddílu).

## Hráčská kariéra
V československé lize nastoupil za AC Nitra ve dvou utkáních na podzim 1971, aniž by skóroval. Za Nitru nastupoval také ve II. lize. Ve druholigové sezoně 1970/71 pomohl Nitře k návratu do nejvyšší soutěže.

### Prvoligová bilance
| Ročník          | Zápasy | Góly | Minuty | Klub        |
| --------------- | ------ | ---- | ------ | ----------- |
| I. liga 1971/72 | 2      | 0    | 90     | TJ AC Nitra |
| CELKEM I. LIGA  | 2      | 0    | 90     |             |